# Galenara balsa
Galenara balsa là một loài bướm đêm trong họ Geometridae.